# Robert Cusack
Robert Stephen Cusack (* 10. Dezember 1950 in Maryborough, Queensland) ist ein ehemaliger australischer Schwimmer. Er gewann eine Bronzemedaille bei Olympischen Spielen.

## Sportliche Karriere
Der 1,71 Meter große Robert Cusack nahm bei den Olympischen Spielen 1968 in Mexiko-Stadt an vier Wettbewerben teil. Zum Auftakt gewann die australische 4-mal-100-Meter-Freistilstaffel mit Gregory Rogers, Robert Cusack, Robert Windle und Michael Wenden die Bronzemedaille hinter den Staffeln aus den Vereinigten Staaten und aus der Sowjetunion. Über 100 Meter Schmetterling erreichte Cusack als einziger Australier das Finale und belegte den achten Platz. Auf der doppelt so langen Distanz schied Cusack als 22. der Vorläufe aus. Zum Abschluss schwamm die 4-mal-100-Meter-Lagenstaffel mit Karl Byrom, Ian O’Brien, Robert Cusack und Michael Wenden auf den vierten Platz, eine Zehntelsekunde hinter den Olympiadritten aus der Sowjetunion.
Robert Cusack war Jahrzehnte als Schwimmlehrer und -trainer in Indooroopilly tätig, einem Vorort von Brisbane. Der dortige Pool ist seit seinem Eintritt in den Ruhestand nach Robert Cusack benannt.